# کریم ادیپه
کریم ادیپه (انگلیسی: Carim Adippe؛ زادهٔ ۱۵ مهٔ ۱۹۷۳) بازیکن فوتبال اهل اروگوئه است.

## باشگاهی
از باشگاه‌هایی که در آن بازی کرده‌است می‌توان به باشگاه ورزشی دفنسور، باشگاه فوتبال مونته‌ویدئو واندررز، باشگاه فوتبال ناسیونال اروگوئه، اسلاویا پراگ، ویکتوریا ژیژکوف و اتلتیکو هوراکان اشاره کرد.